# 土田理恵子
土田 理恵子(つちだ りえこ、1994年9月17日 - ) は、日本人ピアニスト。

## 来歴
日本で生まれた。2歳で渡米し、3歳よりウィスコンシン州マディソンでアンキー・フォエル(Ankie Foell)にピアノを習う。2003年から2012年までサンフランシスコ音楽院に奨学生として在籍し、ディレクターのジョン・マッカーシー(John McCarthy)に師事した。
サンフランシスコでは、ハーブ・シアターでNPRの番組「From the Top」に出演、サンフランシスコ近代美術館でオペラ界のスター、プラシド・ドミンゴ(Plácido Domingo)と共演、カリフォルニア交響楽団とチャイコフスキーのピアノ協奏曲第1番をソリストとして演奏するなど、精力的に活動している。
ジョンズ・ホプキンス大学ピーボディ音楽院でボリス・スルツキーの指導を受け音楽学士号を取得、ニューヨークのジュリアード音楽院でマッティ・レカッリオ(Matti Raekallio)とヨーゼフ・カーリヒシュタイン(Joseph Kalichstein)の指導を受け音楽修士号を取得。

## 経歴
2011年にカーネギーホールでデビューして以来、ソリスト、室内楽奏者として国際的に活躍している。2011年、カリフォルニア交響楽団とチャイコフスキーのピアノ協奏曲第1番で協奏曲デビューを果たした。また、アシュドッド交響楽団、ロチェスター・フィルハーモニック管弦楽団、サン・ドメニコ管弦楽団とソリストとして共演している。また、ヴェルビエ音楽祭アカデミー、サル・ガヴォー、フィリップス・コレクションなどの主要な音楽祭や会場に招かれて演奏している。2016年Salon de VirtuosiよりSONY USA Foundation Grant、YoungArts NFAA Finalist、IIYM国際ピアノコンクール3位など受賞歴多数。
2020年にニューヨークからパリに移住して以来、アンサンブル・イマーゴを共同設立し、米国財団の アンサンブル・イン・レジデンスとして、パリでの公演、レコーディング、他の音楽家とのコラボレーションなどの活動を行っている。レジデンスでは、パリでの公演、レコーディング、他のアーティストとのコラボレーションなどを行う。また、2021年にプロヴァンスのヴィルクローズ音楽院が助成するプロジェクトの一環として、作曲家レーラ・アウエルバッハ(Lera Auerbach)、チェリストのテッサ・シーモア(Tessa Seymour)と共同で、アウエルバッハの「チェロとピアノのための24の前奏曲」のアルバムをレコーディングしている。

## 受賞歴
- 2018年

ジュリアード音楽院コンチェルト・コンクール第2位
- 2016年

SONY USA財団助成金、受賞(ニューヨーク)
- 2012年

ピーボディ音楽院、ハリソン・ウィンター・コンチェルト・コンクール第2位
国際若手音楽家協会国際ピアノコンクール第3位。
- 2011年

Avanti Award Grant 受賞
全米芸術振興財団ヤングアーツ・プログラム・フェロー